# Каско
Ка́ско (на испански: casco – корпус) е застраховане на автомобил или друго превозно средство (кораб, самолет, вагон и пр.) от повреда или кражба. То не включва застраховане на превозваното имущество (търговски товар или др.), отговорност пред трети лица и пр.
Застрахователят се задължава срещу уговорена сума (застрахователна премия) при настъпване на предвиденото в договора застрахователно събитие да обезщети лицето, в полза на което е сключен договорът, за причинените вследствие на това събитие щети по застрахованото превозно средство или щети във връзка с други имуществени интереси на застрахованото лице, като изплати застрахователно обезщетение в пределите на определената от договора застрахователна сума.
Често правилата на застраховане предвиждат възможност за отказ на застрахователя да откаже да изплати застрахователно обезщетение при наличието на определени условия – измама или др.